# Gonioctena sundmani
Gonioctena sundmani är en skalbaggsart som först beskrevs av Jacobson 1901.  Gonioctena sundmani ingår i släktet Gonioctena, och familjen bladbaggar. Arten har ej påträffats i Sverige.